# Adam Christian Mengebier
Adam Christian Mengebier (* 9. November 1777 in Großleinungen; † 14. September 1854 in Bützow) war Steiger, später Obersteiger der Mallißer „Großherzoglichen Braunkohlen-Werke“ (Friedrich-Franz-Zeche); später mit geologischen Erkundungs- und verwaltungstechnischen Arbeiten im Gipstagebau Lübtheen betraut.

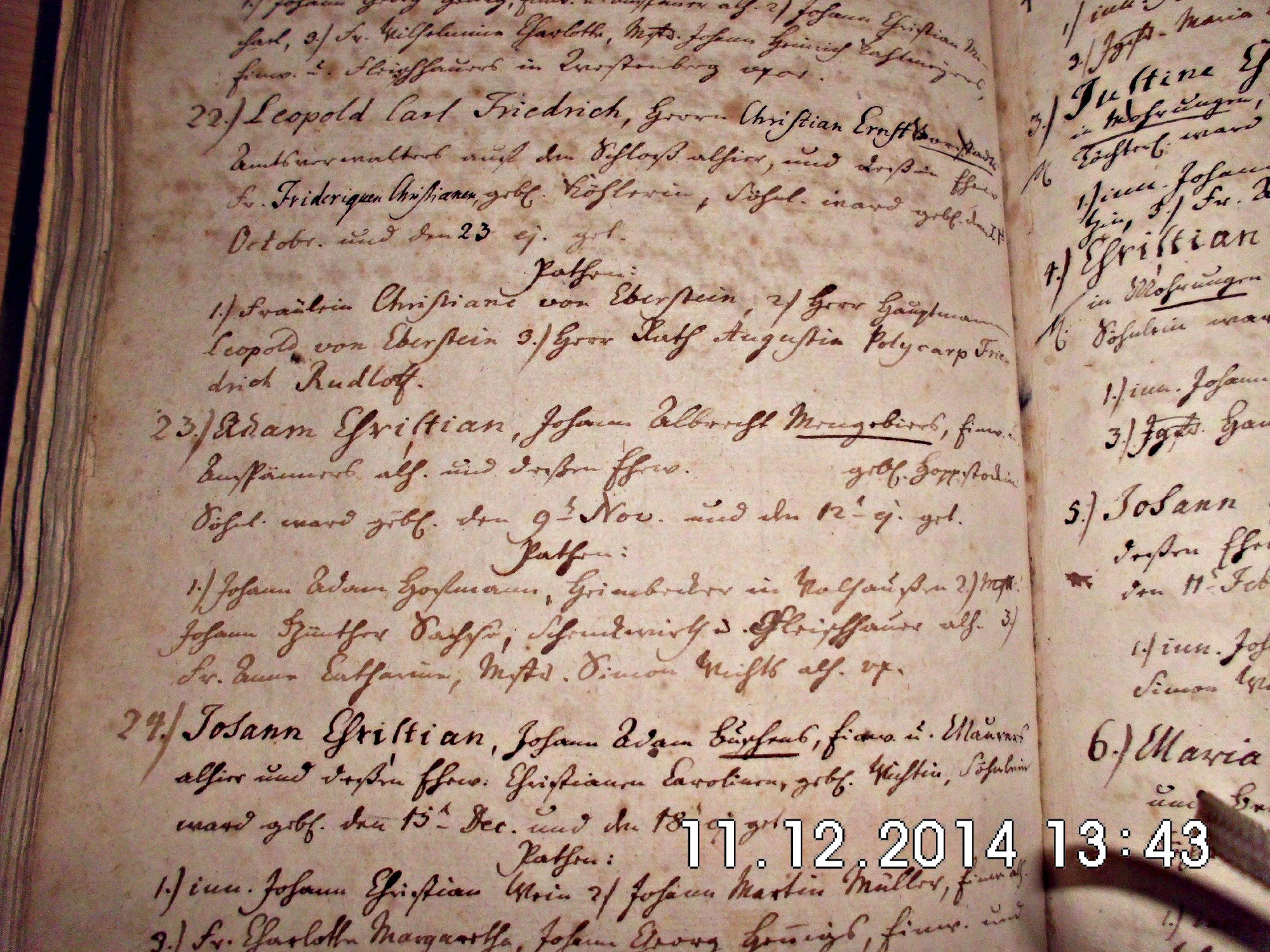
Auszug aus dem Geburts- und Taufregister der evangelischen Kirche in Großleinungen

## Leben
Adam Christian Mengebier wurde als Sohn des Einwohners und Anspänners Johann Albrecht Mengebier (1732–1800) und dessen Ehefrau Anna Catharina, geb. Hopfstock (1741–1810) zu Großleinungen geboren und ebenda am 12. November getauft. Sein Vater wurde am 18. Februar 1732 ebenfalls in Großleinungen geboren als Sohn des Ackermanns Johann Christoph Mengebier und dessen Ehefrau Maria Elisabeth, geb. Burggraf. Mengebiers Mutter wurde am 26. Oktober 1741 in Grillenberg geboren.
Er trat um 1805 erstmals als Schachtmeister und Steiger in der Rudolphsgrube bei Bad Helmstedt/Beendorf, in deren Nähe er auch fortan wohnte, in die Überlieferung ein. Seine Erfahrungen und Fähigkeiten muss er in der Praxis erworben haben, denn ein Fachstudium ist nicht nachweisbar. Das dortige Kohleflözchen, das bei der oberen Holzmühle aufgeschlossen war, stellte vermutlich eines der drei Flöze dar, die die Grube Rudolf (Zechenhaus Mesekenheide) ausbeutete. Seine familiären Umstände lassen vermuten, dass er ab etwa 1807 auch in den Braunkohlegruben um Sommerschenburg und Marienborn beruflich aktiv war, da er dort seine spätere Frau Christine Henriette Meyer aus Badeleben kennenlernte, die Tochter einer dort alteingessenen Großbauernfamilie, die ab 1830 durch Grubenbesitz selbst Anteil am dortigen Bergbau hatte. Dieser Verbindung entstammten drei Kinder.
Anfang des 19. Jahrhunderts vermutete man durch Funde und aufgrund von Wissen aus vergangener Zeit in der sogenannten Griesen Gegend bei Conow, Malliß und Bockup im Herzogtum Mecklenburg-Schwerin weitere Bodenschätze. So kam es 1817 durch einen Beschluss der großherzoglich-mecklenburgischen Kammer zu einem Kabinettsreskript, dass dieses Gebiet durch Probebohrungen zu untersuchen sei. Da im Herzogtum Mecklenburg kein geeigneter Mann für diese Aufgabe zur Verfügung stand, wurde man durch Empfehlung auf den Steiger Mengebier aufmerksam und engagierte ihn 1817. Mengebier erkundete das dortige Gebiet durch zahlreiche Probebohrungen und stieß auf ein abbauwürdiges Braunkohlenflöz.

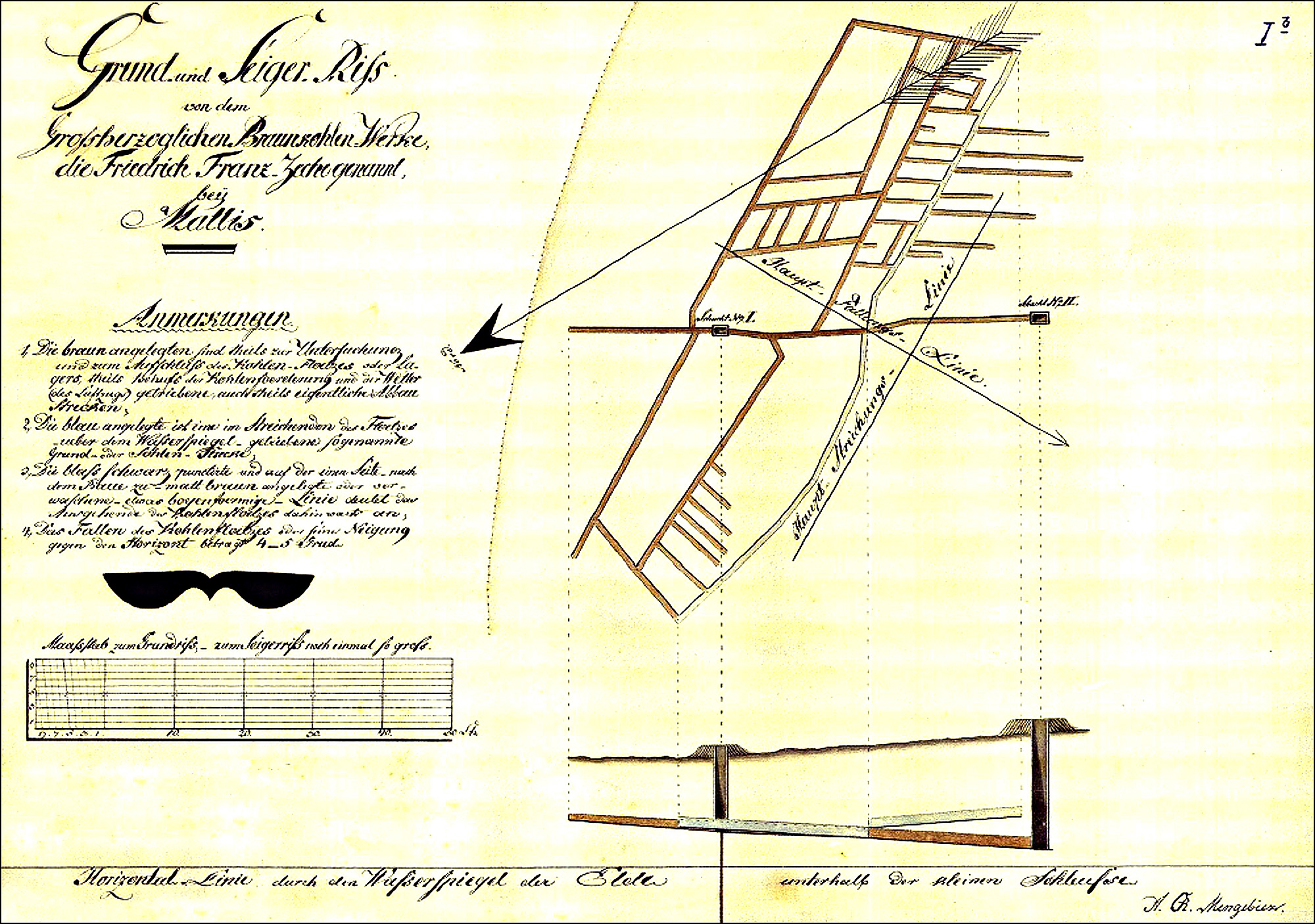
Grund- und Seigerriss der Friedrich-Franz-Zeche bei Malliß

Der Aufschluss der Braunkohlenlagerstätte erfolgte 1820. Die Braunkohlengrube erhielt den Namen ‚Friedrich-Franz-Zeche‘. Bis zum Jahre 1830 war ein Streckennetz von 175 m Länge und 80 m flacher Höhe aufgefahren. Beide Schächte, 100 m voneinander entfernt, waren zur Bewetterung der Grubenbaue durch eine einfallende Strecke verbunden. Der Grundwasserspiegel stand – den alten Aufzeichnungen nach –  bei etwa 12 m unter Flur.
Zur Hebung der Grubenwässer baute Mengebier eine Pumpenanlage, welche durch eine pferdekraftgezogene Rosskunst (= mittels Pferdekraft betriebenes Wasserrad) bewegt wurde. Dank Mengebier‘s bergbaulicher Erfahrungen und der Anstellung zweier ausgebildeter Bergleute namens Goedecke und Müller gingen die Aufschlussarbeiten zügig voran. Die Braunkohle wurde im sogenannten Pfeilerbruchbau gewonnen. Der abzubauende Lagerstättenbereich wurde durch im Einfallen des Flözes vorgetriebene Grundstrecken ausgerichtet. Von diesen wurden seitlich, im Streichen der Lagerstätte aus angesetzte Abbaue in Bruchpfeiler (in Gestalt eines 'Damenbretts', wie es Mengebier beschrieb) bis maximal 3 m × 3 m vorgerichtet. Alle Baue wurden in Türstockzimmerung mit Verschalung (= Auskleidung der Firste mittels Brettern/Bohlen) ausgebaut. Die Gewinnung der Kohle erfolgte per Hand mittels Keilhaue (auch bekannt unter den Namen Pickel oder Spitzhacke). Danach erfolgte das Rauben des Grubenausbaus, wodurch das Hangende hereinbrach und sich über Tage Bruchsenken bildeten. Verkauft wurde damals nur die stückige Kohle, die sogenannte Klarkohle wurde auf Halde geschüttet. Einzige Abnehmer der stückigen Kohle sollen nur die Gefangenenhäuser in Dömitz, die Münze in Schwerin und die Hofküche in Doberan gewesen sein.
Mit zunehmender Abbautiefe nahmen die Wasserschwierigkeiten immer mehr zu. Die dadurch bedingten zusätzlichen Aufwendungen senkten die schon seit Bestehen der Bergwerksanlage ohnehin magere Rentabilität ins Defizitäre. So betrugen die Einnahmen im Jahre 1820 500 Taler, hingegen die Ausgaben rd. 517 Taler. Allein Mengebier‘s Gehalt von Ostern bis Johannis 1821 steht mit 100 Talern zu Buche. Später betrug sein Jahresgehalt 400 Taler (gezahlt sogar bis 1840).
Eine lückenlose Förderstatistik ist im Archivgut nicht zu finden, lediglich vereinzelte Angaben. So ist einem Bericht Mengebier’s vom 22. März 1833 zu entnehmen, dass die monatliche Förderung 3000 „Bergscheffel“ betrug. Durch Aussieben erhielt man 1300 Bergscheffel Stückkohle, der Rest war besagte Gruskohle, welche auf Halde geschüttet wurde.
Aus Gründen dieser gravierenden Unrentabilität wurde 1838 die Grube endgültig stillgelegt. Mengebier übernahm weitere Erkundungsarbeiten im Gipsbruch zu Lübtheen, wohin er auch laut einer Auflistung vom 30. September 1838 einen Großteil der Ausrüstungen und Werkzeuge mitnahm.
Ab 1830 begannen der Abbau und die Produktion von Dünge- und Stuckateurgips im Lübtheener Gipsbruch.
1840 beauftragte die mecklenburgische Regierung den Chemiker Skogelund und den Obersteiger Mengebier mit dem Betrieb des Werkes. Für einige Lübtheener war damit eine neue Erwerbsmöglichkeit entstanden. Die wirtschaftliche Situation des Unternehmens blieb jedoch schlecht. Das Werk arbeitete kaum rentabel.
Nach seiner Pensionierung (1852) nahmen Adam Christian Mengebier und dessen Ehefrau Henriette Christiane, geb. Meyer ihren Alterssitz in Bützow, wo Mengebier im 77. Lebensjahr als Witwer starb und begraben wurde.

## Bedeutung
Mengebier gilt als Mitbegründer und maßgebliche Persönlichkeit des modernen Bergbau- und Salinenwesens in Mecklenburg-Vorpommern. Sein Können und sein technisches und naturwissenschaftliches Interesse verschafften ihm über die damaligen sozialen Schranken hinweg Anerkennung in der Bevölkerung.
Mengebier’s Verdienste und sein Ansehen bei Hofe müssen ebenso hoch gewesen sein, denn der Großherzog Friedrich Franz I. bewilligte für ein Studium seines Sohnes Friedrich, der in die Fußstapfen seines Vaters treten sollte, ein jährliches Stipendium von 50 Reichstalern für das Studium an der Bergschule der ‚Preußischen Bergstadt Eisleben‘. Das dortige Schülerverzeichnis von 1828 führt ihn als „[…] Mengebier, Friedrich, *Conow bei Lenzen (Mecklenb.-Schw.)“
Erwähnenswert ist auch Mengebiers Sammlung archäologischer, paläontologischer und geologischer Fundstücke, die in einigen wissenschaftlichen Publikationen ihrer Zeit erwähnt wird. Zu seinem Bekanntenkreis gehörten unter anderen August Peter Julius du Menil, Gotthilf Heinrich von Schubert und der Elbrevisor Karl von Suckow.

## Schriften
- Anmerkungen und Beschreibung zu dem Situations-Risse des Grossherzogl. Mecklenb.-Schwerinschen Braunkohlen-Bergwerks, genannt die Friederich-Franz-Zeche, bei Mallitz in der Gegend bei Dömitz. Hofbuchdruckerei, Schwerin 1830.